# Leselidze (miejscowość)
Leselidze (abch. Giaczrypsz) – wieś w Gruzji (Abchazji), w regionie Gagra. W 2011 roku liczyła 1546 mieszkańców.